# Калугін Юрій Аронович
Юрій Аронович Калугін (справжнє ім'я Юлій (Йойл) Аронович Клугман, при народженні Клігман; 1892, Кишинів, Бессарабська губернія — ?) - російський письменник, журналіст, літературознавець, автор історичної прози.

## Біографія
Народився в Кишиневі в сім'ї Арона Мордковича Клігмана (?—1913) і Мар'єм (Марії) Абрамівни Бланк, які оформили шлюб там же в 1868 році. записах канцелярії кишинівського міського рабина вказано 1895 рік. Сім'я батька походила з містечка Дунаївці. Закінчив юридичний факультет Новоросійського університету в Одесі, після чого повернувся в румунську Бессарабію (1918).
У 1921—1938 роках працював у газеті «Бессарабське слово», що випускалася російською мовою в Кишиневі, публікувався під власним ім'ям «Юліус Клугман». Разом з Г. Блоком і Д. Ременко видавав газету «Вільне слово» (у зв'язку з чим перебував під наглядом Сигуранці)». Співпрацював в іншій кишинівській газеті – органі незалежної демократичної думки «Ранок» (1922). У 1926 році став одним із засновників, членом президії та касиром Союзу професійних журналістів Бессарабії. У 1938 році підписав колективний лист до бухарестської газети «Universul» з протестом проти заборони на публікацію в періодичних виданнях країни журналістів-евреїв. 
Після приєднання Бессарабії до СРСР у 1940 році працював кореспондентом у радіокомітеті Молдавської РСР і завідувачем літературної частини Молдавської державної філармонії; жив на вулиці Котовського (Харлампіївській), будинок № 23. З початком Велика Вітчизняна війна (війни) (6 липня 1941 року) евакуювався в радгосп села Орджонікідзе (нині Джалаїр) Ташкентська область, де продовжив працювати журналістом. У документах радянського часу був записаний як «Юлій Аронович Клугман» (1892 року народження).
Повість «Дружина декабриста (Марія Волконська)» вийшла окремою книгою в 1963 році (і в перекладі німецькою мовою в 1964 році); повість про Адама Міцкевича «Він між нами жив...» - в 1962 році. Опублікував кілька п'єс на історичному матеріалі. Більшість творів залишилися невиданими (романи «Бєлінський» та «Є на світі Москва», історичні розповіді про декабристів та про російських письменників XIX століття, вірші для дітей та дорослих). Розповідь «Пані К.» був опублікований у журналі «Москва» за грудень 2017 року.
Перекладав поезію та художню прозу з українська мова, в тому числі збірки поетичних гуморесок С. В. Руданського (1955, 1959).

## Сім'я
- Двоюрідні сестри та брат (діти рідної сестри матері - Рівки Абрамівни Бланк) - доктор медичних наук Зінаїда Йосипівна Мічник, доктор філософських наук Поліна Йосипівна Ефруссі та економіст Борис Йосипович Ефрусі. Інший двоюрідний брат (син брата матері) - хімік, громадський діяч і публіцист Рувім Маркович Бланк, двоюрідна сестра - історик Єва Марківна Ефрусі.
- Дружина - Естер Лазарівна Клугман (1892-1956), літератор<http://yvng.yadvashem.org/nameDetails.html?language=en&itemId=11329203&ind=1 Картка евакуйованого: Клугман.
  - Дочка - Лія (Анна) Юліївна Клугман (1920-2000), до війни була студенткою кишинівської консерваторії[4].
  - Син — Ілля Юлійович Клугман (1924), хімік та вчений у галузі нафтохімії, кандидат технічних наук («Метрологічне обґрунтування діелькометричного методу вимірювання вологості нафти», 1966), автор монографії «Діелькометричні нафтові вологоміри» ://yvng.yadvashem.org/nameDetails.html?language=en&itemId=11329223&ind=1 Картка евакуйованого: Ілля Юлійович Клугман]</ref>.

## Публікації
- Палія: скетч на 2 дії. Кишинів: Держвидав Молдови, 1941. - 14 с.
- С. В. Руданський. Гуморески: обране. Пров. з укр. Ю. Калугіна. Сімферополь: Криміздат, 1955. - 72 с.
- С. В. Руданський. Вибрані гуморески. Пров. з укр. Ю. Калугіна. Сімферополь: Криміздат, 1959. - 100 с.
- Він між нами жив...: Повість про Міцкевича. Сімферополь: Криміздат, 1962. - 278 с.
- Дружина декабриста: Марія Волконська. Київ: Державне видавництво художньої літератури УРСР, 1963. - 358 с. - 65 000 прим.
- Fürstin Wolkonskaja: Historischen Roman. Берлін: Verlag der Nation, 1964. - 319 с
- Під одним плащем: історична п'єса на 3 дії. М.: ВУОАП, 1967. - 78 с.